# Mission sui juris der Cayman Islands
Die Mission sui juris der Cayman Islands (lat.: Missio sui iuris insularum Cayanensium) ist eine römisch-katholische Mission sui juris mit Sitz in George Town auf den Cayman Islands, einem Britischen Überseegebiet in der Karibik.
Die Mission sui juris wurde am 14. Juli 2000 vom Erzbistum Kingston in Jamaika abgetrennt, dem es bis heute als Suffragan untersteht. Im November 2000 übernahm das Erzbistum Detroit pastorale Verantwortung für die römisch-katholische Kirche auf den Cayman-Inseln.

## Superior
- Adam Joseph Kardinal Maida (2000–2009)
- Allen Henry Vigneron (seit 2009)